# 和田順顕
和田 順顕（わだ じゅんけん、1889年4月21日 - 1977年12月13日）は、日本の建築家。横浜郵船ビルなどの作品で知られる。

## 経歴
石川県金沢市生まれ。石川県立金沢第一中学校を経て、東京美術学校図案科に進み、小島憲之、大澤三之助、古宇田実、岡田信一郎らの指導を受ける。1912年（明治45年）に卒業後、古宇田実設計の松屋呉服店、鶴屋呉服店の工事監督に従事する。1914年から松屋呉服店建築顧問（1921年まで）。1915（大正4年）年に独立した。1921年にアメリカ各地の建築を視察した。1923年（大正12年）、丸ビルに建築事務所を開いた。
1930年代後半から日本精工川崎工場など工場を多く設計した。出身地・金沢市の建築顧問を務め、市立小中学校、市立病院などを手掛けた。1959年、設計事務所を株式会社とする。
1977年、老衰のため死去した。享年89。

## 作品
- 鳳凰噴水塔（1919年、現存しない）[3]
- 東京府立巣鴨共同住宅（1925年、現存しない）
- 日本医師会館（1930年、現存しない）
- 日本医科大学第一病院（1931年、現存しない）
- 浜口吉右衛門邸（1932年、現在はタイ王国大使公邸）[4]
- 日本郵船横浜支社（1936年、横浜郵船ビル）[5]
- 慶應義塾大学北里記念医学図書館（1937年、信濃町メディアセンター）[6]
- 加賀市庁舎（1961年）[7]

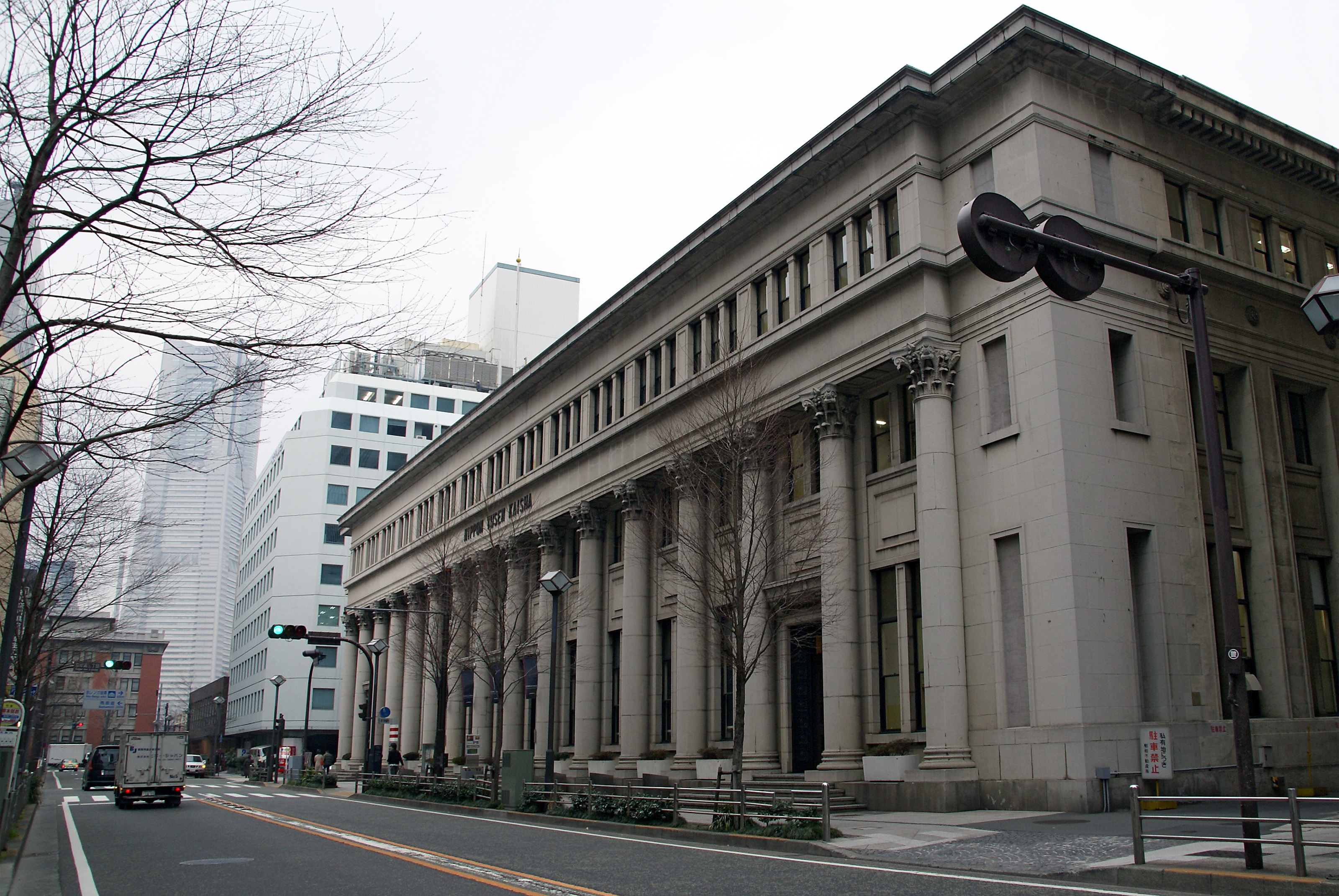
横浜郵船ビル（2007年3月）
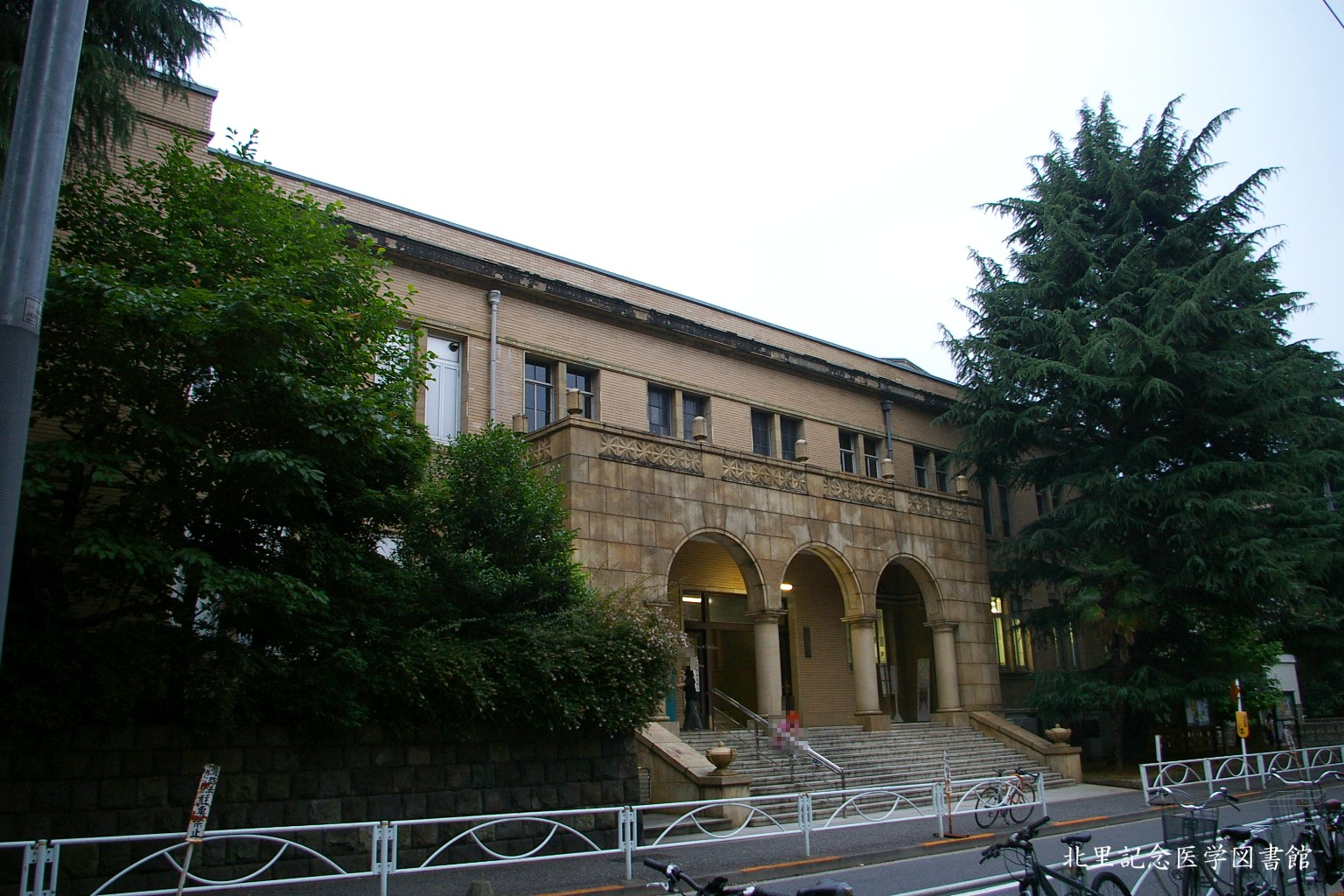
慶應義塾大学北里記念医学図書館（信濃町メディアセンター、2009年6月）

## その他
- 金沢工業大学建築アーカイヴス研究所 - 寄贈された設計図面を収蔵している。2024年に展示会「金沢ゆかりの建築家 和田順顕」[8]が開催された。